# Pinguicula involuta
Pinguicula involuta este o specie de plante carnivore din genul Pinguicula, familia Lentibulariaceae, ordinul Lamiales, descrisă de Hipólito Ruiz López și Amp; Pav.. Conform Catalogue of Life specia Pinguicula involuta nu are subspecii cunoscute.